# Marrakech Emballages Ensemble
Marrakech Emballages Ensemble (1998) was het tweede album van de Belgische band Think of One.

## Tracklist
1. Marrakesh II
2. Youbati
3. Walz Delire
4. Alwa
5. Ouloumboumni
6. Aïsha
7. Il faut venir chez nous
8. Sharia Orabi
9. zonder titel
10. Alelaminena / Ghost Track

## Meewerkende artiesten
- Abdellah Bahija (percussie)
- Amina Tkerkich (percussie, zang)
- Bart Maris (trompet)
- David Bovée (gitaar)
- Eric Morel (saxofoon)
- Roel Poriau (drums)
- Tomas De Smet (basgitaar, contrabas)